# Иво Јосиповић
Иво Јосиповић (хрв. Ivo Josipović; Загреб, 28. август 1957) хрватски је композитор, правник и универзитетски професор  и политичар. Јосиповић је био трећи председник Републике Хрватске.

## Биографија
У Загребу је завршио основну школу и средњу музичку школу, а 1980. завршио је студије права на Правном факултету Универзитета у Загребу, а затим (1983) студије компоновања на Музичкој академији у Загребу. Магистрирао је право 1985. године, а докторирао 1994. године.
Био је члан Савеза комуниста, а почетком 1990-их учествовао је у трансформацији Савеза комуниста Хрватске у Социјалдемократску партију. Године 1994. напушта политику, и враћа се 2003. на позив Ивице Рачана, када је на парламентарним изборима као кандидат СДП-а изабран за посланика у Хрватском сабору. Од 2007. године један је од најближих сарадника новог председника СДП Зорана Милановића. 
Године 2009. је на страначким предизборима победио Љубу Јурчића те тако стекао службену номинацију за страначког кандидата на предстојећим председничким изборима. С обзиром на његову већ постојећу кандидатуру, загребачки градоначелник Милан Бандић је избачен из СДП-а чим је најавио да ће се кандидовати као независни кандидат. Након другог круга председничких избора, 10. јануара 2010. године, Иво Јосиповић је изабран за трећег председника Републике Хрватске, победивши Милана Бандића. На дужност је ступио 18. фебруара.
Јосиповић је аутор шездесетак научних и стручних радова с подручја кривичног и међународног кривичног права и сарадник у више законских пројеката. Ванредни је професор на Правном факултету у Загребу и гост предавач на домаћим и иностраним високим училиштима. Заступао је Хрватску пред међународним судовима (козаступник РХ при Међународном суду у Хагу) и учествовао на више међународних конференција.
Јосиповић је 7. августа 2011. дао изјаву за јавност везану за хрватску операцију „Олуја“ и Србе да ће Срби и Хрвати заједнички у Книну славити побједу Хрватске, која је изазвала осуде његових ријечи од стране Удружења избјеглих Срба у Републици Српској и Удружења резервних војних старјешина Републике Српске Крајине.